# Coada Izvorului (okręg Prahova)
Coada Izvorului – wieś w Rumunii, w okręgu Prahova, w gminie Mănești. W 2011 roku liczyła 963 mieszkańców.